# Coppa panamericana maschile di pallavolo 2007
La II Coppa panamericana maschile di pallavolo si svolse a Santo Domingo, nella Repubblica Dominicana, dal 3 all'8 giugno 2007. Al torneo parteciparono 7 squadre nazionali nordamericane e la vittoria finale andò per la prima volta al Messico, il quale si qualificò di diritto alla Coppa America 2008, insieme a Porto Rico e a Cuba, rispettivamente seconda e terza classificata.

## Squadre partecipanti
- Canada
- Cuba
- Messico
- Panama
- Porto Rico
- Rep. Dominicana
- Trinidad e Tobago

## Gironi
| Gruppo A                  | Gruppo B                                      |
| ------------------------- | --------------------------------------------- |
| Canada Messico Porto Rico | Cuba Panama Rep. Dominicana Trinidad e Tobago |

## Fase finale

### Finali 1º e 3º posto
|  | Quarti          | Quarti     |            |        | Semifinali         | Semifinali         |  |  | Finale 1º/2º posto | Finale 1º/2º posto |
|  |                 |            |            |        |                    |                    |  |  |                    |                    |
|  |                 |            |            |        |                    |                    |  |  |                    |                    |
|  |                 |            |            |        |                    |                    |  |  |                    |                    |
|  | Messico         | 3          |            |        |                    |                    |  |  |                    |                    |
|  | Messico         | 3          |            |        |                    |                    |  |  |                    |                    |
|  | Panama          | 0          |            |        |                    |                    |  |  |                    |                    |
|  | Panama          | 0          | Cuba       | 1      |                    |                    |  |  |                    |                    |
|  |                 |            | Cuba       | 1      |                    |                    |  |  |                    |                    |
|  |                 | Messico    | 3          |        |                    |                    |  |  |                    |                    |
|  | -               | Messico    | 3          | -      |                    |                    |  |  |                    |                    |
|  | -               |            |            | -      |                    |                    |  |  |                    |                    |
|  | -               | -          |            |        |                    |                    |  |  |                    |                    |
|  | -               | -          | Messico    | 3      |                    |                    |  |  |                    |                    |
|  |                 |            | Messico    | 3      |                    |                    |  |  |                    |                    |
|  |                 | Porto Rico | 1          |        |                    |                    |  |  |                    |                    |
|  | Rep. Dominicana | Porto Rico | 1          | 0      |                    |                    |  |  |                    |                    |
|  | Rep. Dominicana |            |            | 0      |                    |                    |  |  |                    |                    |
|  | Canada          | 3          |            |        |                    |                    |  |  |                    |                    |
|  | Canada          | 3          | Porto Rico | 3      | Finale 3º/4º posto | Finale 3º/4º posto |  |  |                    |                    |
|  |                 |            | Porto Rico | 3      | Finale 3º/4º posto | Finale 3º/4º posto |  |  |                    |                    |
|  |                 | Canada     | 1          |        |                    |                    |  |  |                    |                    |
|  | -               | Canada     | 1          | -      | Cuba               | 3                  |  |  |                    |                    |
|  | -               |            |            | -      | Cuba               | 3                  |  |  |                    |                    |
|  | -               | -          |            | Canada | 1                  |                    |  |  |                    |                    |
|  | -               | -          |            |        | 1                  |                    |  |  |                    |                    |
|  |                 |            |            |        |                    |                    |  |  |                    |                    |
|  |                 |            |            |        |                    |                    |  |  |                    |                    |

## Podio

### Campione
Formazione: 1 Becerra, 2 González, 3 Alba, 4 Meyer, 5 Rangel, 6 Bricio, 8 Ramírez, 11 García, 12 Martell, 14 Aguilera, 17 Valdez, 18 Leal, CT: Novoa

### Secondo posto
Formazione: 2 Berríos, 5 Ramírez, 7 Á. Matías, 10 Bird, 11 Muñiz, 12 Menéndez, 13 A. Matías, 14 Morales, 15 Figueroa, 16 Escalante, 18 Núñez, CT: Pérez

### Terzo posto
Formazione: 3 Ferrer, 4 Sánchez, 5 Camejo, 7 López, 10 Delgado, 11 Y. González, 12 Leal, 13 de la Torre, 14 Guillén, 17 R. González, CT: Gala

## Classifica finale
| Classifica | Squadre           | Qualificazione     |
| ---------- | ----------------- | ------------------ |
|            | Messico           | Coppa America 2008 |
|            | Porto Rico        | Coppa America 2008 |
|            | Cuba              | Coppa America 2008 |
| 4          | Canada            |                    |
| 5          | Rep. Dominicana   |                    |
| 6          | Trinidad e Tobago |                    |
| 7          | Panama            |                    |